# Amazona vittata
La cotorra puertorriqueña (Amazona vittata), también conocida como amazona puertorriqueña o iguaca, es una especie de ave psitaciforme de la familia Psittacidae endémica de Puerto Rico. Se conocen dos subespecies aunque una de ellas, la A. v. gracilipes se considera extinta desde 1912. Sus parientes más cercanos son el loro cubano (Amazona leucocephala) y la cotorra de La Española (Amazona ventralis).   

## Descripción
Esta cotorra generalmente posee un plumaje de color verde brillante con una banda roja en la frente, un anillo ocular de plumas desnudas de color blanco y plumas primarias azules. No hay dimorfismo sexual aparente, ya que los machos y las hembras físicamente son similares y miden aproximadamente entre 28 y 30 cm.

## Distribución y hábitat
La cotorra puertorriqueña, ave endémica de Puerto Rico, fue abundante en toda la isla y también en las islas de Culebra, Vieques y Mona. Se estima que cuando los españoles colonizaron Puerto Rico la población de cotorras alcanzaba el millón de individuos. Actualmente se encuentra solamente en el Bosque Nacional del Caribe (conocido como "El Yunque") en el noreste de la isla, Rio Abajo y hay varios individuos en cautiverio.

## Alimentación
Como casi todos los loros pertenecientes al género Amazona, la cotorra puertorriqueña es herbívora. Su dieta se compone de flores, frutos, hojas, corteza y néctar que obtiene del dosel del bosque. Se ha registrado que la especie consume más de 60 alimentos diferentes, aunque su dieta fue históricamente más variada debido a su mayor área de distribución.

## Reproducción
La cotorra puertorriqueña alcanza la madurez sexual en aproximadamente 3 a 5 años. Las cotorras normalmente forman parejas que duran mucho tiempo. Las parejas permanecen juntas casi todo el año, excepto cuando la hembra está incubando y el macho asume la responsabilidad de proveer alimento. La cotorra puertorriqueña, al igual que muchos otros loros, construye su nido en cavidades naturales que se encuentran en árboles de gran tamaño como el palo colorado (Cyrilla racemiflora). El anidaje comienza en los meses de febrero y marzo, hasta junio. El anidaje ocurre en el periodo más seco del año y durante el periodo de fructificación de la palma de sierra, ya que su fruta es su alimento principal durante la época de reproducción. La hembra pone de 2 a 4 huevos que incuba exclusivamente durante un periodo de 24 a 28 días, mientras que el macho estará presente en las proximidades del nido a la hora de proporcionarle alimento. Las crías son alimentadas por ambos padres hasta que abandonan el nido, generalmente entre 60 y 65 días después del nacimiento.

## Amenazas y conservación
La dramática reducción en el número de cotorras para fines del siglo XIX se debió principalmente a la deforestación para agricultura, la cual eliminó extensas áreas de bosque maduro. Además, los incendios forestales y la captura para el tráfico de mascotas han diezmado notablemente su población. En 1989 el huracán Hugo tuvo gran impacto en la población de esta cotorra, reduciendo su población silvestre de 47 individuos a 22 individuos.

### Medidas de conservación

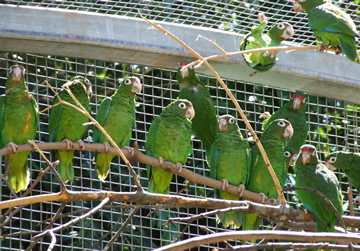
Cotorras puertorriqueñas en un aviario.

La cotorra puertorriqueña fue designada como especie en peligro de extinción en el año 1967. En 1968 se inició un esfuerzo cooperativo entre el Servicio Federal de Pesca y Vida Silvestre y el Departamento de Recursos Naturales y Ambientales para recuperar esta especie. El mismo incluyó un programa de propagación en cautiverio que continúa hasta el presente. Otras actividades de recuperación incluyen la construcción de cavidades artificiales tanto para la cotorra puertorriqueña como para el zorzal pardo y la observación de nidos para evitar la depredación y para asegurar el desarrollo normal de los huevos y pichones.
La población en cautiverio se mantiene para varios propósitos: para reproducir cotorras y aumentar su número para asegurar poblaciones adicionales, particularmente en el caso de una catástrofe natural tal como un huracán y para eventualmente poder proveer aves para reintroducidas a los bosques donde habitaban. Actualmente hay cerca de 50 individuos en cautiverio en el aviario de Luquillo.
El Departamento de Recursos Naturales y Ambientales construyó un aviario en el Bosque Estatal de Río Abajo para mantener una segunda población de cotorras en cautiverio. En mayo de 1993 se trasladaron 10 aves de Luquillo a Río Abajo para reproducidas y establecer una nueva población. *El 28 de diciembre de 2010 el Departamento de Recursos Naturales y Ambientales (DRNA) informó que, en colaboración con el Servicio Federal de Pesca y Vida Silvestre y el Servicio Forestal Federal, bajo el Proyecto de Recuperación de la Cotorra Puertorriqueña, liberó hoy en la Isla 10 de estas aves (Amazona vittata)seis hembras y cuatro machos.
La liberación de las 10 cotorras se realizó durante horas de la madrugada en el Aviario José Luis Vivaldi en el Bosque Río Abajo en el Municipio de Utuado.  Estas cotorras se unirán a la bandada de cotorras silvestres que habitan en los bosques de Puerto Rico. En este bosque se han liberado más de 70 cotorras durante los pasados cuatro años.  Es nuestra meta, lograr el establecimiento de una población silvestre autosuficiente, que pueda sobrevivir y reproducirse sin el apoyo humano.  Con esta liberación esperamos seguir aumentando la población de cotorras puertorriqueñas en estado silvestre, propiciando el aumento de nuevas parejas que puedan reproducirse. La cotorra puertorriqueña, es la única especie de cotorra nativa de Puerto Rico y, actualmente, se encuentra en peligro de extinción. Por tal razón, es de gran importancia para el DRNA la conservación y protección de los individuos existentes de esta especie y de su hábitat.  Estas aves están protegidas por la Ley Núm. 241 de 15 de agosto de 1999, Nueva Ley de Vida Silvestre de Puerto Rico y por el Reglamento Núm. 6766, Reglamento para Regir las Especies Vulnerables y en Peligro de Extinción en el Estado Libre Asociado de Puerto Rico,  que dispone como ilegal la posesión, compra o venta de cotorras puertorriqueñas o de alguna de sus partes (incluyendo plumas, huevos y nidos).
Para ayudar a mejorar la comprensión de la salud de la población en general de esta especie y ayudar en los programas de cría en cautividad, los investigadores de la Universidad de Puerto Rico, Mayagüez, secuenciaron el genoma. Como una especie emblemática de Puerto Rico, esto se llevó a cabo como un proyecto financiado exclusivamente por la comunidad. El presupuesto de investigación recaudado por los estudiantes organizó exposiciones de arte y moda dedicadas al esfuerzo, además de pequeñas donaciones personales de ciudadanos puertorriqueños que querían apoyar el trabajo. Y a partir de estos datos, se producen conjuntos de marcadores de microsatélite para ayudar a los esfuerzos de cría en cautividad y los estudios de monitoreo de la población al proporcionar identificadores únicos para aves individuales.